# Antonio Munguía
Antonio Munguía Flores (ur. 27 czerwca 1942 w mieście Meksyk, zm. 8 stycznia 2018) – meksykański piłkarz występujący na pozycji środkowego pomocnika.

## Kariera klubowa
Munguía, opisywany jako zdolny rozgrywający o dużych umiejętnościach, pochodzi z Colonia Álamos – jednej z dzielnic miasta Meksyk. Jest wychowankiem stołecznego zespołu Club Necaxa, w którego barwach zadebiutował w meksykańskiej Primera División jako dwudziestolatek, w sezonie 1962/1963, wówczas także zdobywając swojego premierowego gola w najwyższej klasie rozgrywkowej. Szybko wywalczył sobie miejsce w wyjściowym składzie, a w rozgrywkach 1965/1966 zdobył ze swoją drużyną krajowy puchar – Copa México, jak i superpuchar Meksyku – Campeón de Campeones. Był to zarazem jego jedyne osiągnięcia w drużynie Necaxy, której barwy reprezentował przez cztery lata.
W połowie 1966 roku Munguía, mimo oferty z Deportivo Toluca, przeniósł się do innego klubu ze stolicy, Cruz Azul. Tam również został jednym z podstawowych graczy drużyny prowadzonej wówczas przez Raúla Cárdenasa. W sezonie 1968/1969 wywalczył z Cruz Azul pierwsze zarówno w swojej karierze, jak i w historii zespołu mistrzostwo Meksyku (zdobył wówczas jedną z bramek w meczu finałowym z Leónem), do tego dołożył również krajowy puchar, superpuchar i zwycięstwo w najbardziej prestiżowych rozgrywkach kontynentu – Pucharze Mistrzów CONCACAF. Podczas następnych rozgrywek, 1969/1970, zanotował za to wicemistrzostwo kraju, natomiast w 1970 roku zdobył drugi w swojej karierze północnoamerykański Puchar Mistrzów, po raz drugi został również mistrzem Meksyku – w sezonie México '70. Z biegiem czasu zaczął jednak tracić pozycję w wyjściowym składzie. W 1971 roku trzeci raz zdobył Puchar Mistrzów CONCACAF, a w rozgrywkach 1971/1972 po raz trzeci został mistrzem Meksyku. Ogółem grał w Cruz Azul przez sześć sezonów, karierę piłkarską kończąc w wieku 30 lat. Później zajmował się trenowaniem juniorów tego klubu.

## Kariera reprezentacyjna
W 1965 roku Munguía znalazł się w ogłoszonym przez selekcjonera Ignacio Trellesa składzie na Mistrzostwa CONCACAF, podczas których 28 marca w wygranym 2:0 meczu z Salwadorem zadebiutował w reprezentacji Meksyku. Na tym turnieju wystąpił jeszcze dwukrotnie, zaś jego kadra narodowa zwyciężyła ostatecznie w rozgrywkach. Później zagrał jeszcze w dwóch meczach wchodzących w skład udanych eliminacji do Mistrzostw Świata 1966, jednak mimo to nie znalazł się w składzie na tamten mundial.
W 1970 roku, po kilkunastu występach w meczach towarzyskich, został powołany przez trenera Raúla Cárdenasa na Mistrzostwa Świata w Meksyku. Tam był podstawowym graczem swojej reprezentacji, występując we wszystkich czterech spotkaniach, w tym w trzech w pierwszym składzie; w fazie grupowej z ZSRR (0:0), Salwadorem (4:0) i Belgią (1:0), a także w ćwierćfinale z Włochami (1:4). Meksykanie, pełniący wówczas rolę gospodarzy, po raz pierwszy w historii na mistrzostwach świata zdołali wyjść z grupy, w której zajęli drugie miejsce, lecz odpadli z mundialu zaraz potem, w ćwierćfinale. Później grał jeszcze w eliminacjach do Mistrzostw Świata 1974, jednak meksykańska reprezentacja kosztem Haiti nie zakwalifikowała się na tamten mundial. Ogółem swój bilans reprezentacyjny zamknął na 42 rozegranych konfrontacjach, w których ani razu nie wpisał się na listę strzelców.